# خون (فیلم ۱۹۹۰)
خون (ارمنی: Արյուն) یک فیلم است محصول سال ۱۹۹۰ م، به کارگردانی سورن بابایان

## بازیگران
- کارن جانیبکیان
- داویت صافاریان
- میکائیل دولاتیان
- ایوتا بابوریان